# Лунд, Хенрик
Хенрик Лунд (дат. Henrik Lund, 29 сентября 1875 — 6 июня 1948) — гренландский поэт, писавший на гренландском языке, автор текста гимна Гренландии.
Лунд родился в Нанорталике, его отец Исак Лунд был старшим катехизатором, а также известен как поэт. Большое влияние на Лунда оказала духовная музыка, с которой он познакомился в расположенной недалеко от Нанорталика миссии чешских братьев, а также стихи поэта Карла Юлиуса Шпиндлера, входившего в общину чешских братьев и несколько лет жившего в Гренландии. Закончив лютеранскую семинарию в Готхобе, Лунд получил назначение в Ангмагссалик (восточное побережье острова) на должность катехизатора. Поскольку между Западной Гренландией, где находился Готхоб, и Восточной Гренландией отсутствовало прямое сообщение, Лунд отправился в Данию, где провёл год у пастора Кристиана Расмуссена (отца исследователя Кнуда Расмуссена).
Лунд служил в Ангмагссалике с 1900 по 1909 год, затем вернулся в западную часть Гренландии. В 1906 и 1907 году ему было отказано в рукоположении в сан, так как он не проходил практику в Дании, как это было принято у лютеранского духовенства Гренландии. Тем не менее, он продолжал читать проповеди, так как в лютеранстве сан не является для этого обязательным условием, и пользовался большим авторитетом у прихожан. Лунд был рукоположён в сан пастора в 1936 году в ходе торжественной церемонии в соборе Копенгагена. Кроме этого Лунд преподавал в школе, а с 1923 по 1932 год входил в региональный совет Южной Гренландии.

## Литературная деятельность
Лунд считается одним из создателей современной гренландской литературы, которая отошла от устной традиции и опиралась на оформившееся национальное самосознание. В наследие Лунда входят стихотворения, описывавшие быт и фольклор гренландских эскимосов, дидактические стихотворения (Лунд писал их для детей и использовал на уроках в школе), религиозные гимны. Одно из стихотворений, «Наша страна», в 1916 году было официально признано гимном Гренландии.